# Departamento de Capital (kommun i San Juan)
Departamento de Capital är en kommun i Argentina.   Den ligger i provinsen San Juan, i den centrala delen av landet, 1 000 km väster om huvudstaden Buenos Aires. Antalet invånare är 116 511. Arean är 30 kvadratkilometer.
Terrängen i Departamento de Capital är platt.
Runt Departamento de Capital är det i huvudsak tätbebyggt. Runt Departamento de Capital är det tätbefolkat, med 319 invånare per kvadratkilometer.